# Termonukleární zbraň

Základní schéma Teller-Ulamovy konstrukce

Termonukleární zbraň je jaderná zbraň, která při výbuchu využívá ve větší míře energie uvolněné termonukleární fúzí. Pro praktické aplikace se používá design s více fázemi (tzv. Teller-Ulamova konstrukce).
Termonukleární zbraň jako palivo termonukleární reakce používá izotopy vodíku – deuterium a tritium, proto se používá i označení vodíková bomba. V praxi se spíše používají izotopy lithia (obvykle ve formě deuteridu lithného), ze kterého působením neutronů vzniká tritium. Jaderný výbuch vytvoří počáteční teplotu několika milionů kelvinů, která rozběhne termonukleární fúzi. Podle velikosti nálože výbuch odpovídá přes 100 kt TNT, největší sestrojené bomby mají účinek desítek megatun TNT. Bomba je schopna ničit domy v okruhu 20 km a zapalovat hořlavé předměty do vzdálenosti 100 km.

## Kobaltová bomba
Jedná se o teoretickou konstrukci jaderné zbraně, kdy vodíková bomba ve svém obalu obsahuje nejen uran, ale i kobalt, který se působením neutronů změní na izotop s poločasem rozpadu 5,24 roku a dlouhodobě zamoří půdu.

## Neutronová bomba
Je to také vodíková bomba, u které je však omezen její destruktivní účinek a naopak posíleno vyzařování různých druhů záření a zejména proudu neutronů (který poškodí obaly buněk, zasažená osoba bez možnosti léčení do dnů, týdnů, měsíců nebo i let umírá). Bomba je určená k zabíjení osob, zejména vojáků chráněných v pancéřovaných vozidlech; naopak je relativně šetrná k civilním budovám v oblasti, v níž boje probíhají.

## Třístupňová bomba
Je to v podstatě vodíková puma, avšak se třetím stupněm, tvořeným pláštěm z uranu 238. Rychlé neutrony vzniklé z termonukleární fúze štěpí uran 238, a tím je zvýšena účinnost. Největší vyzkoušená puma měla být třístupňová, avšak místo pláště z U 238 měla plášť z olova, který tlumil účinky a pohlcoval radiaci. Nejsilnější jaderná zbraň historie, Car-bomba, měla tudíž sílu „jen“ 57 Mt, místo plánovaných 100 Mt.